# TVOntario
A TVOntario (também conhecida como TVO) é uma emissora de televisão educativa canadense de língua inglesa baseada na cidade de Toronto.

## História

### Década de 1970

Logotipo da Ontario Educational Communications Authority por Burton Kramer, 1970

A Autoridade de Comunicações Educacionais de Ontário (OECA) foi criada em junho de 1970 pelo então Ministro da Educação canadense Bill Davis.  Naquela época, a OECA produzia programação infantil e educacional que era veiculada em emissoras comerciais de televisão.
A CBC, agindo em nome da OECA, solicitou e obteve uma licença para a estação de televisão do ministério em Toronto. CICA, com o mandato de "[usar] mídia eletrônica e associada para fornecer oportunidades educacionais para todas as pessoas em Ontário". O "CA" no indicativo CICA foi derivado das duas últimas letras do acrônimo OECA. A CBC operava o transmissor CICA enquanto a OECA era responsável pela programação. A OECA assumiu todas as operações da estação, independente da CBC, quando o governo provincial declarou a Autoridade uma corporação independente em uma Ordem do Conselho de 1973.

Logotipo da TVOntario entre 1975–1992, por Dick Derhodge

A CICA entrou no ar em 27 de setembro de 1970, operando com uma potência irradiada de 423.000 watts de vídeo e 84.600 watts de áudio.  Suas instalações de estúdio estavam localizadas em 1670 Bayview Avenue (um prédio comercial de cinco andares que ainda está de pé) e seu transmissor com sua antena de 170 metros estavam localizados na 354 Jarvis Street, na torre da CBC. Em 1972, a estação mudou suas operações para um novo estúdio em 2180 Yonge Street no Canada Square Complex, onde permanece até hoje. O nome de transmissão da estação era "OECA", compartilhando o nome de sua organização controladora, mas começou a usar a marca "TVOntario" (e mais tarde apenas TVO) a partir de 1974.
Quando a Global Television Network foi originalmente aprovada, foi com a proposta de que a OECA transmitisse pelo sul de Ontário durante o dia usando os seis transmissores da Global, já que a programação da própria Global só funcionava das 17h à meia-noite. No entanto, quando a Global foi lançada em 1974, essa proposta não foi implementada.
Na segunda metade da década de 1970, a TVO começou a adicionar transmissores de retransmissão em outras comunidades de Ontário. Seu primeiro transmissor de retransmissão, CICO (agora CICO-24), entrou no ar em Ottawa no dia 25 de outubro de 1975.

### Década de 1980 até à década de 1990

TVO logo, 1992–2007

Em 1987, a TVO lançou La Chaîne française, uma rede pública de televisão em língua francesa que se tornou TFO em 1995. O governo de Ontário sob Mike Harris prometeu privatizar a TVO.  Eles nunca levaram adiante esse plano, mas cortaram seu orçamento.

### Anos 2000

logotipo da TVO, 2007–2015

Os cargos de presidente e CEO foram divididos em 2005. O produtor de cinema Peter O'Brian foi nomeado presidente e Lisa de Wilde tornou-se CEO. Em 29 de junho de 2006, o Ministério da Educação provincial anunciou uma grande reformulação da TVO: suas capacidades de produção seriam atualizadas para sistemas totalmente digitais até 2009 (o financiamento do ministério seria alocado para isso); e o TFO seria dividido em uma organização separada.
Além disso, mudanças na programação foram anunciadas mais tarde naquele dia: treze horas de nova programação educacional infantil semanal foram adicionadas, Studio 2 foi substituído por A Agenda e More to Life e Vox foram cancelados. A mudança para digitalizar os serviços representa uma transição; The Globe and Mail citou a CEO da TVO, Lisa de Wilde, dizendo que "embora a televisão continue sendo um meio importante para a TVO, os dias em que nos definimos como apenas uma emissora já passaram."
Em 2002, o Centro de Aprendizagem Independente, que é responsável pela educação a distância nos níveis de ensino fundamental e médio, e pelos testes GED, foi transferido do Ministério da Educação para a TVO.

## Programação
A TVO exibe uma mistura de programação infantil original, documentários, dramas roteirizados e programas de relações públicas.
A programação infantil é transmitida diariamente durante um bloco de televisão diurno com a marca TVOKids, com programação para o público geral exibida durante o horário nobre e durante a noite para telespectadores adultos. Os dramas com roteiro são tipicamente importados do exterior, as seleções anteriores incluem o drama político dinamarquês Borgen e o procedimento policial britânico New Tricks. A primeira série dramática original da TVO foi Hard Rock Medical, um drama médico ambientado em Sudbury, que foi ao ar de 2013 a 2018. A programação de assuntos públicos inclui o principal programa diário de atualidades The Agenda e um retransmissão noturna do período de perguntas da Assembléia Legislativa de Ontário da Ontario Parliament Network.
Toda a programação da TVO é exibida em inglês ou em outro idioma com legendas em inglês.  Anteriormente, os programas em francês eram exibidos aos domingos, do meio-dia até o final, para o benefício dos telespectadores franco-ontarianos. O estabelecimento da rede homóloga francesa TFO levou à descontinuação da programação em língua francesa na TVO em meados da década de 1990.

### Programação antiga
No início da história da TVO, toda programação dramática era obrigada a ter algum conteúdo educacional.  Assim, atores, jornalistas ou escritores eram contratados para comentar programas da TVO que os colocassem em um contexto educacional.  Por exemplo, Tom Grattan's War foi marcado por segmentos apresentados por Andrea Martin que usariam cenas da série para discutir técnicas de filmagem. Os episódios de The Prisoner foram apresentados pelo jornalista Warner Troyer cujos segmentos incluíram entrevistas com os atores e uma discussão de vários temas psicológicos, filosóficos ou sociológicos sobre a série. Da mesma forma, Doctor Who foi apresentado pela autora de ficção científica Judith Merril, que discutia o episódio de cada semana para explorar vários temas da ciência e da ficção científica. Saturday Night at the Movies continuou a seguir esse formato muito depois que o requisito foi descartado por causa da popularidade de seu apresentador, Elwy Yost.